# Хюсби (Германия)
Хюсби (нем. Hüsby) — община в Германии, в земле Шлезвиг-Гольштейн. 
Входит в состав района Шлезвиг-Фленсбург. Подчиняется управлению Шуби.  Население составляет 775 человек (на 31 декабря 2010 года). Занимает площадь 9,68 км².